# Raffaele Caporali

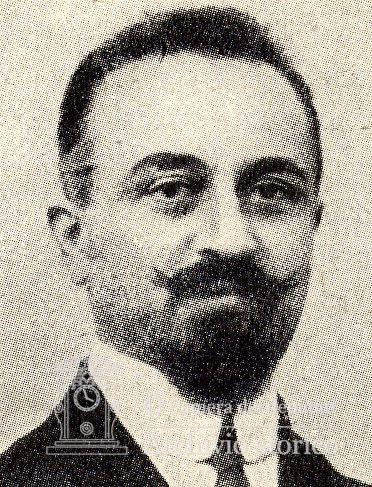
Raffaele Caporali

Raffaele Caporali (Castel Frentano, 7 aprile 1868 – Roma, 24 giugno 1957) è stato un politico italiano, deputato del Regno e senatore della Repubblica.

## Biografia
Nacque a Castel Frentano (Chieti) il 7 aprile 1868. Si laureò in Medicina e Chirurgia nel 1892 all'Università di Napoli, allievo dell'illustre prof. Antonio Cardarelli. Fu assistente esterno nell'Ospedale Gesù e Maria di Napoli. Fu poi nominato assistente ordinario presso la Clinica Medica Universitaria, carica che ricoprì fino al 1896. Da allora venne nominato primo medico della stessa clinica. Superò brillantemente, per otto volte, concorsi per le Cattedre Universitarie di Sassari, Firenze, Messina, Palermo, Cagliari, Catania, Pavia e Modena. Dal 1902, divenne Ordinario di Patologia Medica II presso l'Università di Napoli, dove insegnò anche Propedeutica delle Malattie Cardiache e Polmonari.

### Carriera politica durante il Regno d'Italia
Dall'Ottobre 1913 fu Deputato al Parlamento, come rappresentante del programma radicale per il collegio politico di Lanciano; l'amico Francesco Saverio Nitti, all'epoca Presidente del Consiglio, lo volle Sottosegretario alla Pubblica Istruzione durante entrambi i suoi mandati. Fu relatore della legge per l'Istituto della Croce di Malta. Presentò alcuni progetti di legge, fra i quali, di notevole importanza, uno sulla pena per lo sfregio permanente del viso.
Pur mantenendosi fedele ai principi del suo programma, nel maggio 1915 votò a favore dell'intervento in guerra, con l'obiettivo di integrare i confini italiani e liberare le popolazioni irredente.

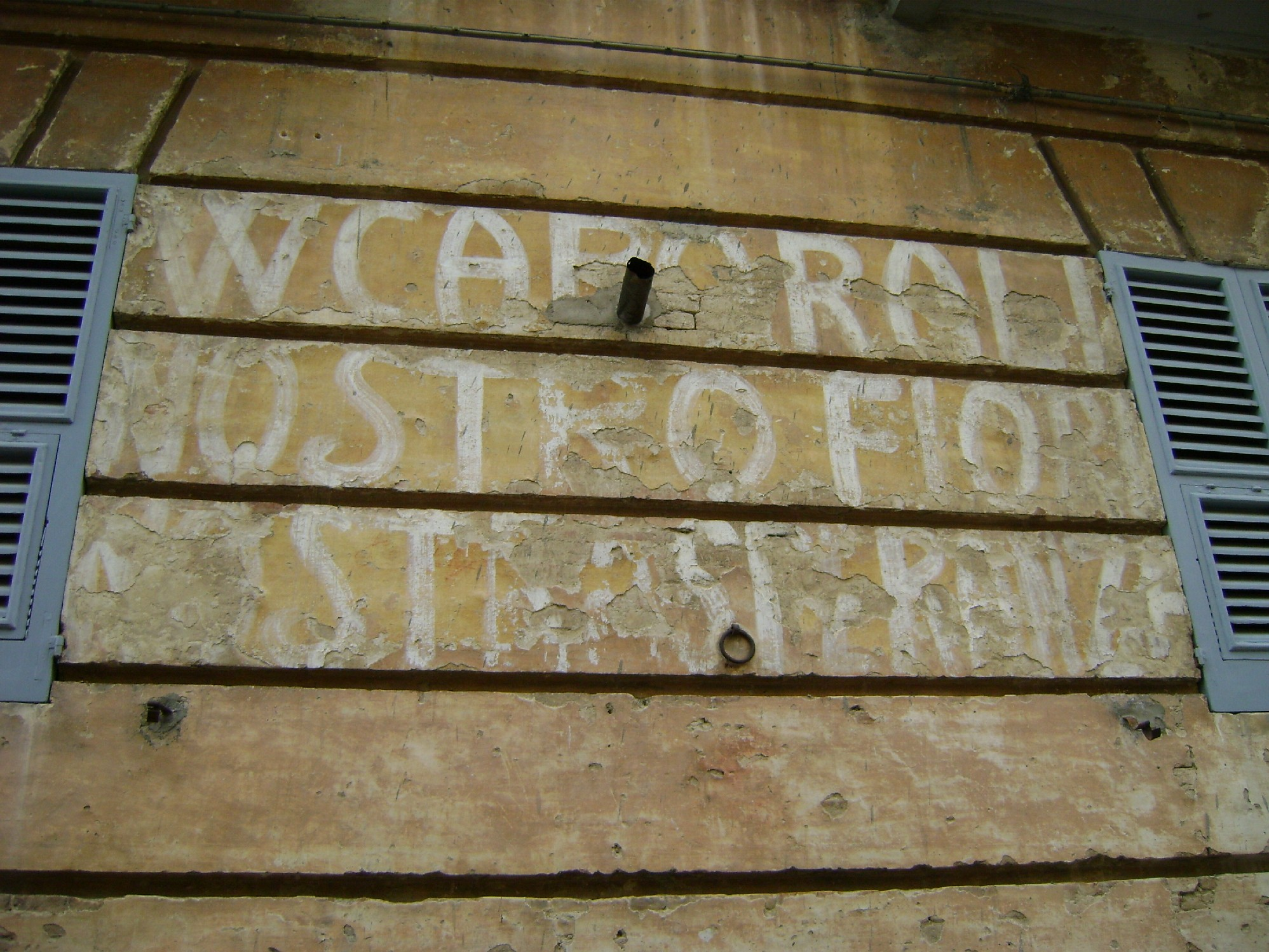
Iscrizione del secondo dopoguerra che inneggia a Raffaele Caporali sul muro del palazzo Marchesi Crognale di Castelnuovo, in piazza Giuliano Crognale a Castel Frentano

Al termine della prima guerra mondiale, ricoprì la carica di Vice Presidente del Comitato Nazionale per orfani di guerra. Per due volte ricoprì anche la carica di presidente della Commissione Parlamentare per l'Istruzione e le Belle Arti. Durante gli anni in cui fu al governo, si preoccupò per la sua terra e per i problemi del Meridione. Infatti propose e sostenne la bonifica della Valle del Sangro con particolari premure per le città di Chieti, Vasto, Ortona e Lanciano. Fra le opere che promosse nella provincia d'origine, si ricordano particolarmente: la costruzione del porto e della ferrovia di San Vito Chietino, la bonifica di Torino di Sangro, il consolidamento di frane. Di particolare rilevanza per il suo territorio di origine fu l'impianto della rete telefonica urbana di Lanciano, anche per merito di un suo personale contributo economico. Dimostrò una particolare premura per i problemi dell'infanzia: infatti sollecitando il Ministero dell'Interno, la Commissione del Mezzogiorno ed enti e associazioni nazionali, aiutò numerosi asili della provincia di Chieti. Tra questi Caporali finanziò quello del suo paese, la scuola materna "Antonio e Rosina Caporali", fondato  nel 1917 in onore del nipotino Antonio Caporali, morto in tenera età di tubercolosi, gestito dalle suore Figlie di Nostra Signora della Misericordia di Savona; Caporali vi fece costruire una cappella privata arricchendola di opere d'arte.
Nel 1924, antifascista dichiarato, non volle candidarsi nel Listone, preferendo la candidatura nella lista dell'opposizione democratica, in cui risultò il primo dei non eletti. Non venne mai meno alle sue convinzioni politiche, che gli costarono persino l'estromissione dall'Ospedale di Lanciano da lui stesso fondato, direzione che passò al corregionale Raffaele Paolucci; prese parte alla lotta clandestina a Napoli e in Abruzzo.

### Carriera politica nel Parlamento della Repubblica

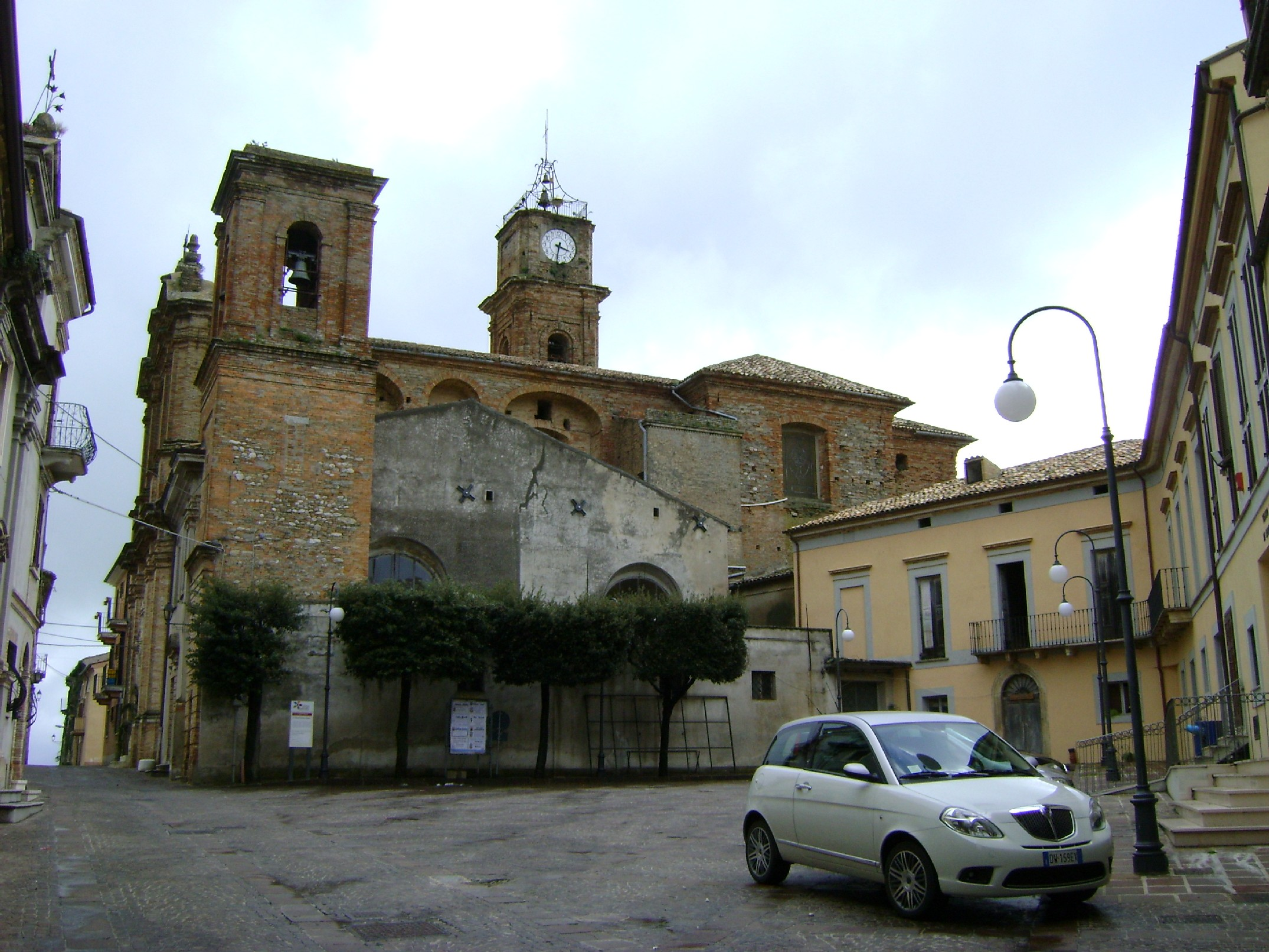
Castelfrentano, Piazza Raffaele Caporali, intitolatagli qualche anno dopo il 1957, anno della morte

Alle prime elezioni politiche della Repubblica (1948), Caporali venne eletto Senatore nel gruppo della Democrazia Cristiana per il collegio 2 (Lanciano-Vasto). L'incarico gli venne riconfermato anche nella successiva legislatura (1953).
Con la Legge Ordinaria n° 42 del 2 marzo 1954 il Presidente della Repubblica Einaudi lo nominò "Professore emerito" presso la Facoltà di medicina e chirurgia dell'Università di Napoli.
Il suo progetto di legge per la “Costituzione del Ministero della Sanità” (legge n°296 Caporali – De Bosio) venne approvato dal Senato nel febbraio 1957 e definitivamente promulgato nel 1958, dopo la sua morte.

#### Principali incarichi parlamentari
- Presidente decano provvisorio del Senato dal 25 giugno 1953 al 25 giugno 1953
- Membro della Giunta consultiva per il Mezzogiorno dal 25 settembre 1948 al 24 giugno 1953 e dal 18 agosto 1953 al 24 giugno 1957
- Presidente della 11ª Commissione permanente (Igiene e sanità) dal 17 giugno 1948 al 24 giugno 1953 e dal 21 luglio 1953 al 1º dicembre 1953
- Membro della Commissione per la proposta di legge "Provvedimenti speciali per la città di Napoli" dal 2 marzo 1951 al 9 aprile 1953
- Membro della 4ª Commissione permanente (Difesa) dal 2 dicembre 1953 al 2 luglio 1954
- Membro della 7ª Commissione permanente (Lavori pubblici, Trasporti, Poste e Tel. e Marina Mercantile) dal 2 dicembre 1953 al 12 marzo 1954 e dal 3 luglio 1954 al 24 giugno 1957[14]

### L'ospedale di Lanciano

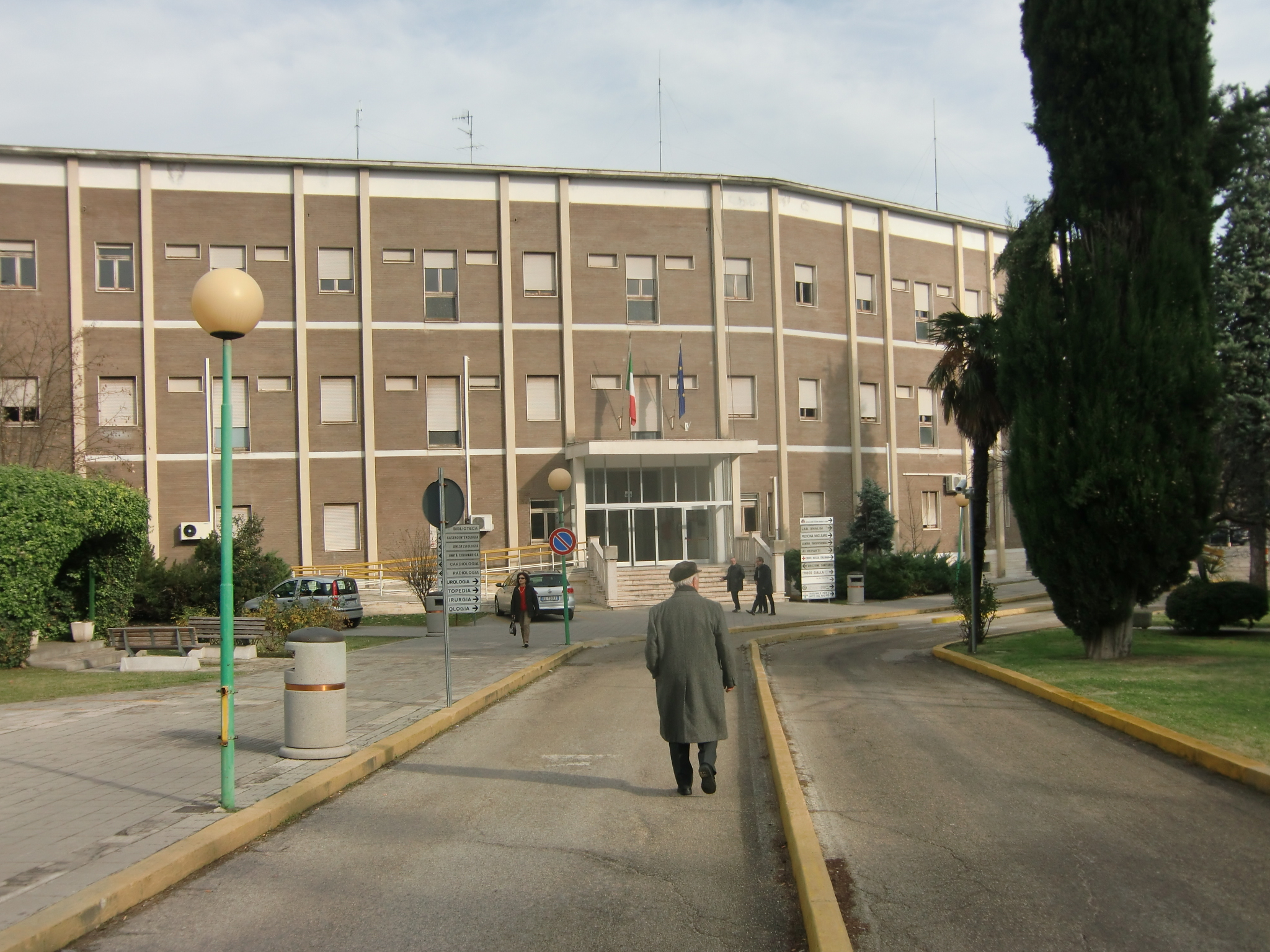
Ingresso dell'ospedale Renzetti a Lanciano (CH)

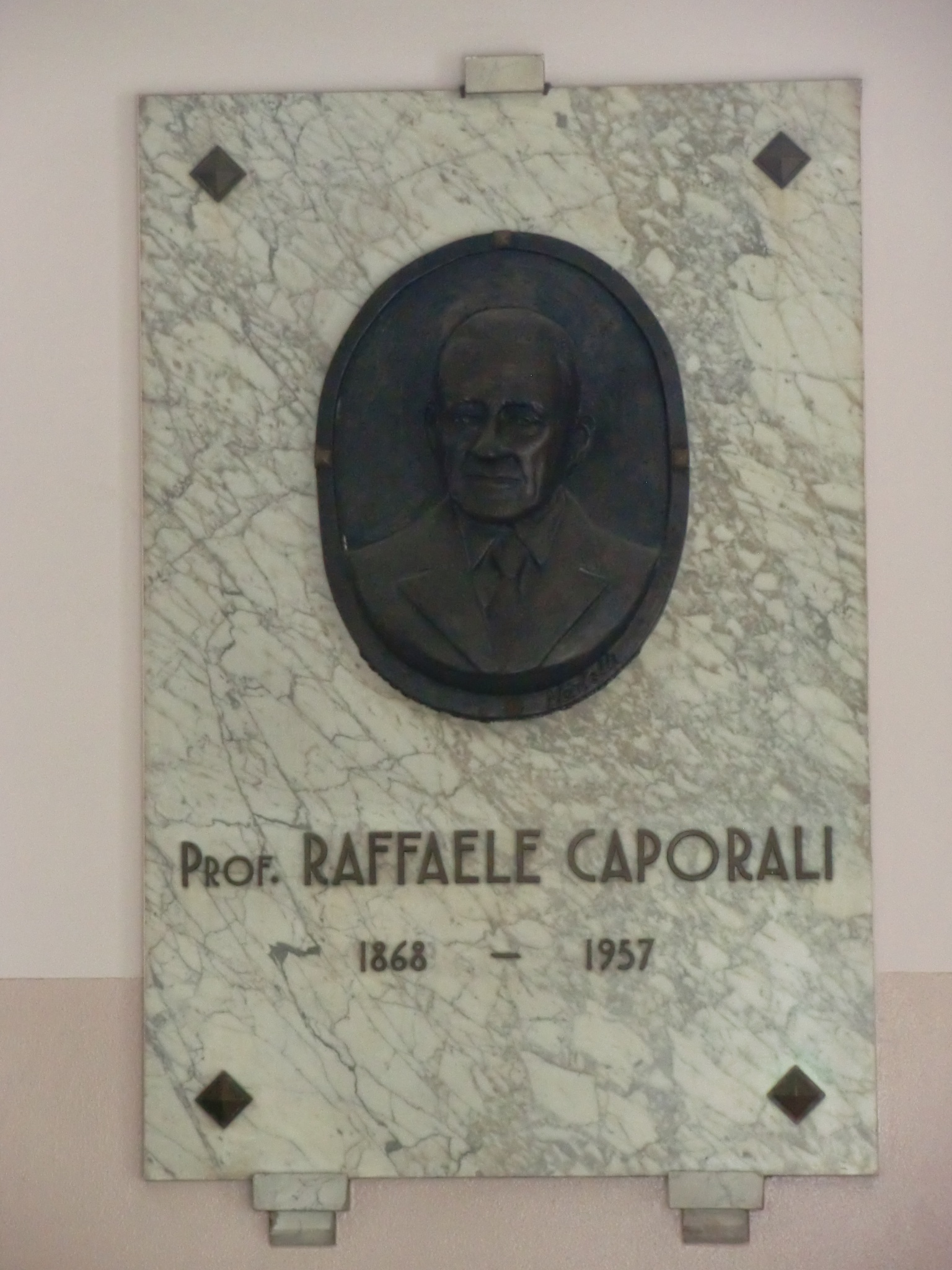
Lapide commemorativa in ricordo di Raffaele Caporali all'ingresso dell'ospedale di Lanciano (CH)

Caporali, durante la prima guerra mondiale, si era arruolato volontario ed era stato direttore dell'ospedale militare "Bianchi" a Napoli, a diretto contatto giornaliero con i feriti reduci dal fronte.
Alla fine delle ostilità ebbe l'idea, che perseguì con passione, di creare un nuovo ospedale civile a Lanciano denominato "ospedale degli Orfani dei contadini meridionali morti in guerra".. A tal fine iniziò a raccogliere fondi (fino ad oltre un milione di Lire), devolvendo anche il suo stipendio di medico durante la guerra (18.000 Lire). Il terreno, circa 70.000 metri quadri, venne donato in buona parte dal Barone Giuseppe De Riseis e dal Marchese Paolucci-Crognali.
I lavori di costruzione procedettero, ma a locali ormai quasi pronti (200 letti previsti), non si poté inaugurare l'opera: il governo fascista negò i fondi, sciolse il consiglio di amministrazione nel 1925 e riunì l'ospedale degli Orfani con il vecchio ospedale Renzetti. La direzione del nuovo ospedale così ottenuto (chiamato appunto “ospedali riuniti”) passò poi a Raffaele Paolucci, valente medico e già medaglia d'oro al valor militare, e l'ospedale divenne un centro di riferimento sanitario per tutto il territorio circostante.
Durante la seconda guerra mondiale, l'ospedale di Lanciano venne bombardato (1943) e ne uscì molto danneggiato; nel 1945 si chiamò il dott. Caporali per dirigere e sostenere l'opera di ricostruzione, con la nomina a Commissario per l'Amministrazione Straordinaria.
Negli anni seguenti si eseguirono le opere di costruzione dei principali edifici, incluso anche un innovativo Istituto di cura dei tumori, dotato di radioterapia.
Con l'assunzione di personale medico qualificato si ottennero buoni risultati nella cura dei numerosi pazienti.

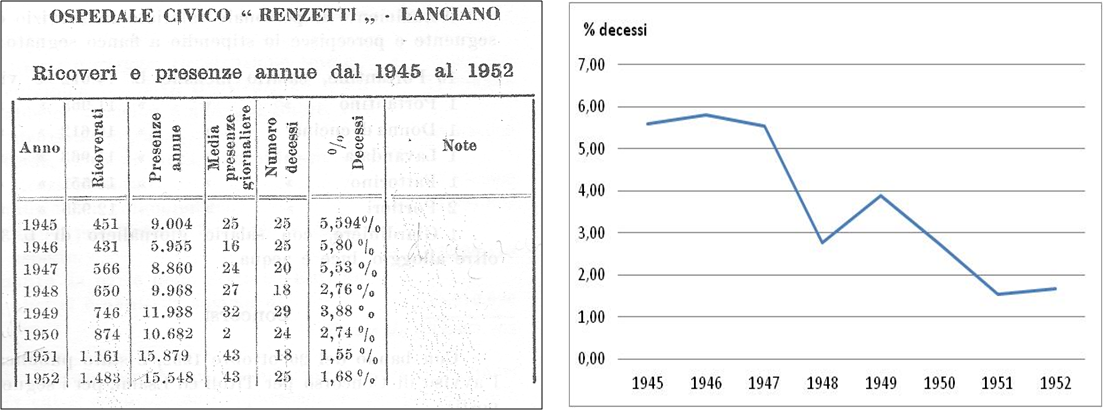
Ospedale "Renzetti" Lanciano: ricoveri, presenze e mortalità dal 1945 al 1952

### Morte e commemorazione
Raffaele Caporali morì all'età di 89 anni, il 24 giugno 1957, a Roma. Il feretro passò a Castel Frentano con il picchetto d'onore e fu sepolto nella cappella di famiglia nel cimitero comunale. Di fronte al suo sepolcro riposa Rosina Cialente Caporali, sua nipote e benefattrice, alla quale è intitolata la scuola materna del paese "Antonio e Rosina Caporali" (fondata nel 1917), ubicata nel centro storico in via della Rosa.
Nella commemorazione funebre tenutasi al Senato il giorno successivo, si ricordano le sue ultime parole pronunciate all'Assemblea, che costituiscono il suo testamento spirituale:
Ed in conclusione venne citato il discorso che il sen. Caporali pronunciò come decano e Presidente provvisorio della seduta inaugurale della II legislatura del Senato:
Oggi a Castel Frentano, paese d'origine, gli è dedicata la Piazza principale, adiacente alla chiesa parrocchiale, ricavata proprio negli anni '50 demolendo un caseggiato. Caporali tuttavia nacque in un edificio  di piazza Marconi, crollato nella frana del 1881.

## Scritti principali
- Cronaca della Clinica medica dell'Università di Napoli diretta dal Prof. E. de Renzi, anni scolastici 1894/96 - Napoli, 1895
- Sul versamento pleurico a destra nelle malattie epatiche e cardiache - Napoli, Jovene & C.o, 1900
- La costituzione del sangue nelle alterazioni del midollo osseo - Atti dal Congr. med. intern. Roma 1902 - Napoli, D'Auria, 1902
- Ricerche cliniche e sperimentali sulla siero-diagnosi della tubercolosi - con Giovanni dell'Orso, Napoli, Pesole, 1903
- Ricerche ematologiche in quattordici casi di osteomalacia - Napoli, Tip. ed. Bideri, 1903
- Sulla trasmissibilità dello pneumococco dalla madre al feto - Napoli, Detken & Rocholl, 1903
- Influenza degli organi nell'infezione carbonchiosa - Atti dal Congr. med. intern. Roma 1904 - Napoli, Tip. F. Tramontano, 1905
- Ricerche cliniche e sperimentali sul siero da vescicante nell'uomo sano e malato - Atti dal Congr. med. intern. Roma 1904 - Napoli, Tip. F. Tramontano, 1905
- Influenza di talune cause predisponenti sulle alterazioni pulmonari da pneumococco e da pneumobacillo - ricerche sperimentali - Napoli, Bevilacqua, 1908
- L'anchilostomiasi nella provincia di Napoli - Atti dal 20° Congr. med. int. Roma - Lanciano, R.Carabba, 1911
- Castel Frentano ai figli morti perché la Patria vivesse grande - Napoli, Arti Grafiche F. Cafieri, 1940
- Opera del sen. Prof. Em. Dott. Raffaele Caporali per l'ospedale civico di Lanciano - Lanciano, Cooperativa Editoriale Tipografica, 1957 (postumo)